# Patrick Lowie
Patrick Lowie (Bruxelles, 21 giugno 1964) è uno scrittore, editore e regista belga.
Nel 1985 collaborò con Pasquale Polidori alla creazione a Roma dell'associazione culturale Uscita di Sicurezza e dell'omonima rivista, cui fecero seguito solo due numeri e le due piccole ma importanti rassegne Filmakers milanesi, presentata al cinema Farnese il 16 maggio 1986, e Prospettive del cinema europeo, presentata al Novocine tra il 2 e il 4 dicembre dello stesso anno. Nel 1987 realizzò un corto-mettraggio in italiano girato a Torvaianica.
Autore di una decina di libri in lingua francese, il suo libro più famoso, La tentazione del latte e del miele, è stato tradotto in 19 lingue. In quanto editore ha pubblicato libri di giovani talenti italiani nella collana Piola.libri della casa editrice belga Biliki.

## Libri tradotti in italiano da Enrico Frattaroli
- 2009 : Oudayas  - Ed. Biliki
- 2008 : Al ritmo dei diluvi - Ed. Biliki
- 2005 : La tentazione del latte e del miele - Ed. Biliki

## Libri in altre lingue
- 1995 : Je suis héros positif  - Ed. El
- 2000 : Au rythme des déluges - Ed. Biliki
- 2003 : La légende des amandiers en fleur - Ed. Labor
- 2005 : La tentation du lait et du miel - Ed. Biliki
- 2005 : L'enfant du Kerala - Ed. Biliki
- 2018 : Le rêve de l'échelle - Ed. MaelstrÖm